# 四方沢川
四方沢川（よもさわがわ）は、静岡県静岡市清水区を流れる巴川水系の準用河川。 
巴川中流部の右岸支流の一つである。

## 地理
清水区馬走の四方沢公園を源とし、馬走坂の上地区西側の崖下を北に流下する。 
県道407号（通称南幹線）のすぐ南で一旦暗渠となり、静岡市有度生涯学習交流館前の歩道の下を流れる。 
静岡鉄道静岡清水線のすぐ北で再び開渠となった後、首塚稲荷付近を水源とする血流（ちながれ）川と合流する。 
下流域は長崎新田地区を直線的な河道で流れ、国道１号静清バイパスの北で有度川と合流した後に巴川と平行し、能島親水公園の脇で巴川に合流する。

## 歴史
血流川との合流点付近には治水碑と案内板が建てられており、明治時代まではここを東端として7ヘクタールにも及ぶ娵ヶ池（しゅうがいけ：通称長崎堤）があり、長崎・長崎新田・七ツ新屋の三村の田畑を潤した歴史が記されている。 

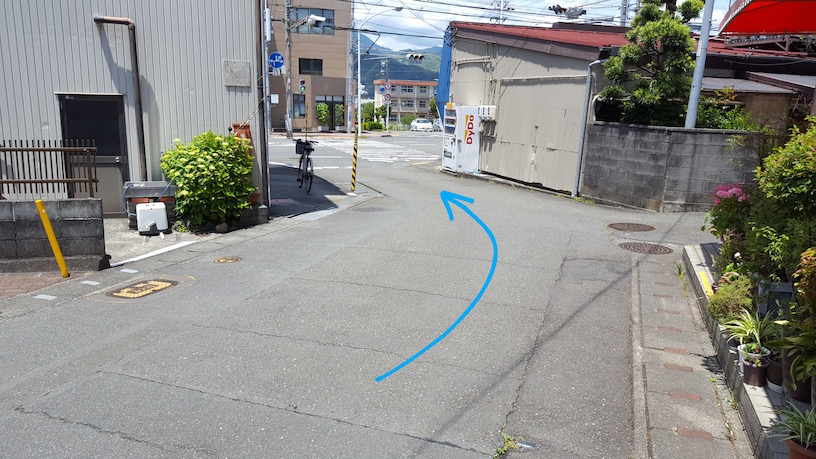
暗渠部（清水区草薙杉道）
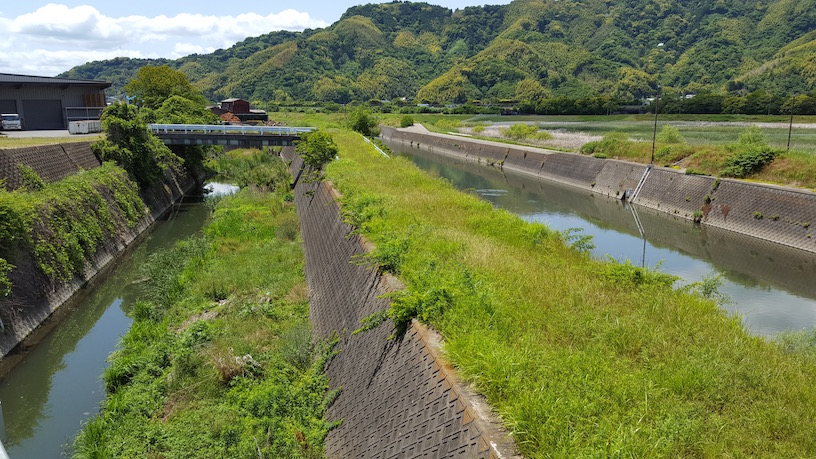
巴川（右）と平行する四方沢川（左）（清水区堀込）
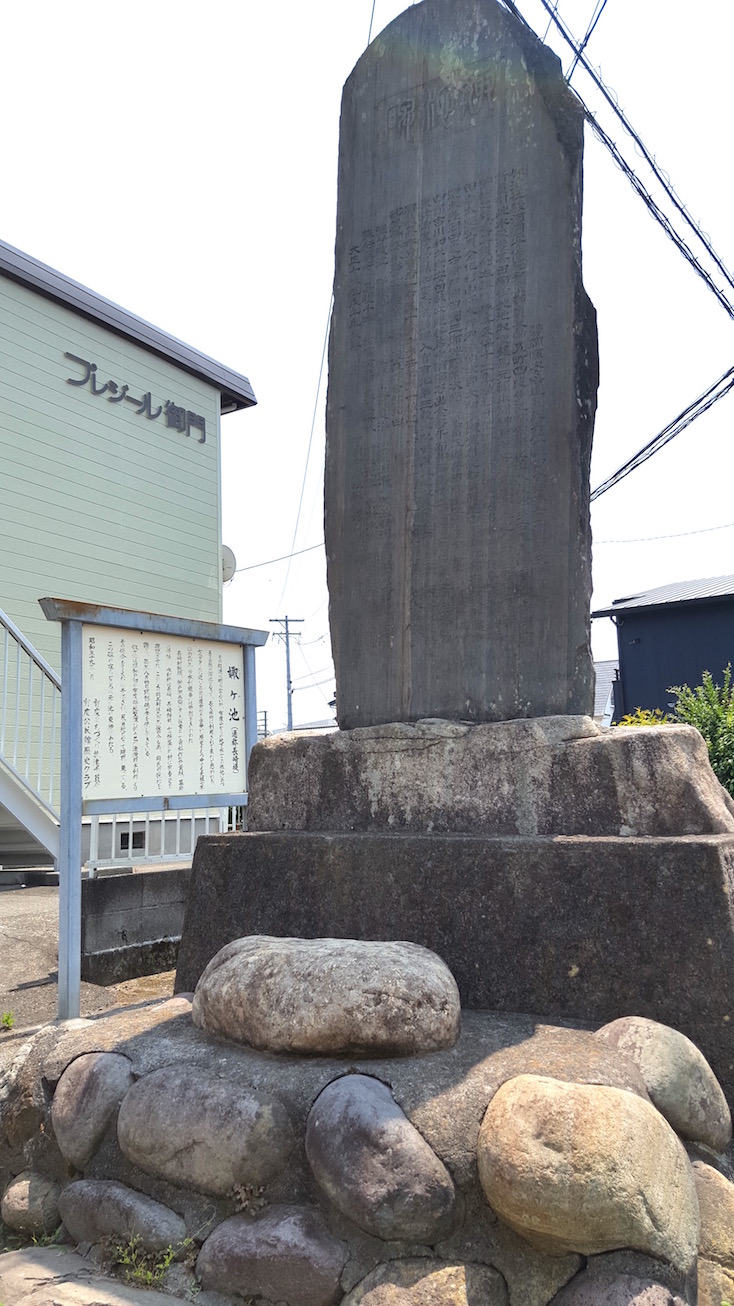
治水碑と案内板（清水区七ツ新屋）